# Koki Ogawa
Koki Ogawa (født 8. august 1997) er en japansk fodboldspiller, som spiller for den japanske fodboldklub Júbilo Iwata.